# Dynamisches Abstreifelement
Das  Dynamische Abstreifelement (DAE) ist eine beim Scherschneiden verwendete Vorrichtung zum Abstreifen des Stanzbutzens vom Stempel.
Das DAE ist eine geschlitzte Hülse (ähnlich einer Spannzange), an dessen geschlitztem Ende innen ein Absatz verläuft. Die Hülse befindet sich unterhalb der für den Schneidvorgang relevanten Schneidgeometrie in der Matrize. Der Schneidstempel muss nun, nachdem er aus dem Blech einen Butzen herausgetrennt hat, in die circa 0,2 mm kleinere Hülse eintauchen und weitet diese dabei auf. Beim Rückhub streift das DAE den Butzen vom Schneidstempel ab, so dass jener zwangsweise in den Abfallschacht fällt.  
Um ein sicheres Abstreifen zu gewährleisten, sollte die Eintauchtiefe in das DAE circa 1 mm betragen.
Mit Hilfe des DAE ist es möglich, den Stanzbutzen sicher am Hochkommen zu hindern. So können Werkzeug und Produkt vor Beschädigungen geschützt und Ausfallzeiten vermieden werden.